# Swiss O Week 2011
Die Swiss O Week 2011 war die fünfte Austragung des schweizerischen Mehrtages-Orientierungslaufes. Sie fand vom 30. Juli bis 6. August 2011 in den Gemeinden Flims und Laax im Kanton Graubünden statt. Die Gesamtsiege in der Eliteklasse gingen an den Finnen Jani Lakanen und an die Norwegerin Ida Marie Næss Bjørgul.
Insgesamt nahmen 3500 Läufer aus 30 Ländern am Wettbewerb teil.

## Etappenübersicht
| #         | Bezeichnung        | Datum     | Ort            | Bahn HE                | Bahn DE               | Bemerkung |
| --------- | ------------------ | --------- | -------------- | ---------------------- | --------------------- | --------- |
| Prolog    | Die Überdrehte     | 30. Juli  | Flims-Waldhaus | 2,6 km, 70 Hm, 32 P.   | 2,6 km, 70 Hm, 32 P.  |           |
| 1. Etappe | Die Legendäre      | 31. Juli  | La Mutta       | 9,5 km, 500 Hm, 25 P.  | 6,1 km, 370 Hm, 18 P. |           |
| 2. Etappe | Die Panoramische   | 1. August | Crap Sogn Gion | 11,2 km, 720 Hm, 20 P. | 8,7 km, 560 Hm, 16 P. |           |
| 3. Etappe | Die Eisgekühlte    | 2. August | Vorab          | 9,1 km, 370 Hm, 28 P.  | 8,7 km, 560 Hm, 16 P. |           |
| 4. Etappe | Die Vielschichtige | 4. August | Plaun          | 8,6 km, 370 Hm, 29 P.  | 6,3 km, 270 Hm, 25 P. |           |
| 5. Etappe | Die Trügerische    | 5. August | Nagens         | 11,3 km, 410 Hm, 24 P. | 8,1 km, 250 Hm, 16 P. |           |
| 6. Etappe | Die Rockige        | 6. August | Foppa          | 6,2 km, 150 Hm, 26 P.  | 4,8 km, 100 Hm, 20 P. |           |

## Ergebnisse

### Herren
| Datum     | Ort            | 1. Platz                                                       | 2. Platz                               | 3. Platz                             | Anmerkungen            |
| --------- | -------------- | -------------------------------------------------------------- | -------------------------------------- | ------------------------------------ | ---------------------- |
| 30. Juli  | Flims-Waldhaus | Matthias Merz 30pxOLG Rymenzburg                               | Daniel Hubmann 30pxOL Regio Wil        | Matthias Kyburz 30pxOLK Fricktal     | 2,6 km, 70 Hm, 32 P.   |
| 31. Juli  | La Mutta       | Matthias Merz 30pxOLG Rymenzburg                               | Marc Lauenstein 30pxANCO               | Daniel Hubmann 30pxOL Regio Wil      | 9,5 km, 500 Hm, 25 P.  |
| 1. August | Crap Sogn Gion | Niclas Jonasson 30pxLeksands OK Raffael Huber 30pxOLG Säuliamt |                                        | Beat Zimmermann 30pxBucheggberger OL | 11,2 km, 720 Hm, 20 P. |
| 2. August | Vorab          | Andreas Rüedlinger 30pxOLK Rafzerfeld                          | Vegard Danielsen 30pxKristiansand      | Marc Lauenstein 30pxPeseux           | 9,1 km, 370 Hm, 28 P.  |
| 4. August | Plaun          | Jani Lakanen 30pxVaajakosken Terä                              | Severin Howald 30pxOLG Herzogenbuchsee | Matthias Merz 30pxOLG Rymenzburg     | 8,6 km, 370 Hm, 29 P.  |
| 5. August | Nagens         | Jani Lakanen 30pxVaajakosken Terä                              | Andreas Kyburz 30pxOLK Fricktal        | Jouni Kahelin 30pxVaajakosken Terä   | 11,3 km, 410 Hm, 24 P. |
| 6. August | Foppa          | Matthias Merz 30pxOLG Rymenzburg                               | Marc Lauenstein 30pxANCO               | Matthias Müller 30pxBussola OK       | 6,2 km, 150 Hm, 26 P.  |

### Damen
| Datum     | Ort            | 1. Platz                                       | 2. Platz                              | 3. Platz                               | Anmerkungen           |
| --------- | -------------- | ---------------------------------------------- | ------------------------------------- | -------------------------------------- | --------------------- |
| 30. Juli  | Flims-Waldhaus | Judith Wyder 30pxOLG Thun                      | Rahel Friedrich 30pxOLG Basel         | Ines Brodmann 30pxOLG Basel            | 2,6 km, 70 Hm, 32 P.  |
| 31. Juli  | La Mutta       | Helena Jansson 30pxLeksands OK                 | Brigitte Mühlemann 30pxOL Regio Olten | Bettina Aebi 30pxOLG Herzogenbuchsee   | 6,1 km, 370 Hm, 18 P. |
| 1. August | Crap Sogn Gion | Angela Wild 30pxGlarner OLG                    | Helena Jansson 30pxLeksands OK        | Sara Lüscher 30pxOLC Kapreolo          | 8,7 km, 560 Hm, 16 P. |
| 2. August | Vorab          | Angela Wild 30pxGlarner OLG                    | Helena Jansson 30pxLeksands OK        | Sara Lüscher 30pxOLC Kapreolo          | 8,7 km, 560 Hm, 16 P. |
| 4. August | Plaun          | Helena Jansson 30pxLeksands OK                 | Silje Ekroll Jahren 30pxTeam Norway   | Ida Marie Næss Bjørgul 30pxTeam Norway | 6,3 km, 270 Hm, 25 P. |
| 5. August | Nagens         | Lizzie Ingham 30pxWellington Orienteering Club | Isabelle Feer 30pxOLG Goldau          | Angela Wild 30pxGlarner OK             | 8,1 km, 250 Hm, 16 P. |
| 6. August | Foppa          | Helena Jansson 30pxLeksands OK                 | Lina Strand 30pxGöteborg-Majorna OK   | Sara Lüscher 30pxOLC Kapreolo          | 4,8 km, 100 Hm, 20 P. |

## Gesamtwertung
Die Ergebnisse der einzelnen Etappen wurden in Punkte umgerechnet, wobei der erste Platz mit 1000 Punkten honoriert wurde. Das schlechteste Ergebnis wurde gestrichen. 
| Herren | Herren | Herren                             | Herren |
| Platz  | Land   | Athlet                             | Punkte |
| ------ | ------ | ---------------------------------- | ------ |
| 1      | FIN    | Jani Lakanen Vaajakosken Terä      | 5729   |
| 2      | SUI    | Andreas Kyburz OLK Fricktal        | 5714   |
| 3      | SWE    | Niclas Jonasson Leksands OK        | 5641   |
| 4      | SUI    | Andreas Rüedlinger OLK Rafzerfeld  | 5576   |
| 5      | SUI    | Severin Howald OLG Herzogenbuchsee | 5562   |
| 5      | FIN    | Mårten Boström Lynx                | 5505   |
| 7      | SUI    | Matthias Niggli OL Norska          | 5449   |
| 8      | SUI    | Beat Zimmermann Bucheggberger OL   | 5417   |
| 9      | SWE    | Erik Axelsson Halden SK            | 5407   |
| 10     | NOR    | Ulf Forseth Indgaard Team Norway   | 5401   |

| Damen | Damen | Damen                                      | Damen  |
| Platz | Land  | Athletin                                   | Punkte |
| ----- | ----- | ------------------------------------------ | ------ |
| 1     | NOR   | Ida Marie Næss Bjørgul Team Norway         | 5601   |
| 2     | SUI   | Sara Lüscher OLC Kapreolo                  | 5591   |
| 3     | SUI   | Isabelle Feer OLG Goldau                   | 5531   |
| 4     | GER   | Karin Schmalfeld Leksands OK               | 5482   |
| 5     | SWE   | Helena Jansson Leksands OK                 | 5429   |
| 6     | SWE   | Annica Gustafsson IFK Lidingö              | 5354   |
| 7     | NOR   | Silje Ekroll Jahren Team Norway            | 5328   |
| 8     | NOR   | Nicole Ragvin Nydalens SK                  | 5297   |
| 9     | NZL   | Lizzie Ingham Wellington Orienteering Club | 5287   |
| 10    | SUI   | Brigitta Mathys OL Biel Seeland            | 5238   |

Weitere Resultate:
- Raffael Huber (SUI), der eine Etappe gewann, wurde bei einer Etappe nicht gewertet (Streichresultat) und kam mit 5259 Punkten auf den 18. Platz.
- Matthias Merz (SUI), der drei Etappen gewann, wurde bei zwei Etappen nicht gewertet und kam mit 4746 Punkten auf den 51. Platz.

- Angela Wild (SUI), die zwei Etappen gewann, wurde bei zwei Etappen nicht gewertet und kam mit 4695 Punkten auf den 27. Platz.
- Judith Wyder (SUI), die eine Etappe gewann, wurde bei zwei Etappen nicht gewertet und kam mit 4535 Punkten auf den 34. Platz.